# 费尔南·桑
费尔南·桑（法語：Fernand Sanz，1881年2月28日—1925年1月8日），本名費爾南多·桑斯－馬丁內斯·德·阿里薩拉（西班牙語：Fernando Sanz y Martínez de Arizala），西班牙裔法國人，法国男子自行车运动员。他曾代表法国参加1900年夏季奥林匹克运动会自行车比赛，获得男子个人竞速赛银牌。
費爾南是西班牙國王阿方索十二世的私生子，生母是西班牙歌剧演唱家艾蓮娜·桑斯，從母姓「桑斯」，不過阿方索十二世生前並沒有承認。